# Ummendorf (Biberach)
Ummendorf és un municipi situat al districte de Biberach, a l'estat federat de Baden-Württemberg (Alemanya), amb una població a la fi de 2016 d'uns 4379 habitants.
Està situat a l'est de l'estat, a la regió de Tübingen, sobre la serra Jura de Suàbia, a sud del riu Danubi i a l'oest del riu Iller -un afluent per la dreta de l'anterior-, que el separa de l'estat de Baviera.